# A szótagszámlálás szabálya
A szótagszámlálás szabálya vagy szótagszámlálási szabály az AkH.12 139. pontjában ismertetett helyesírási szabály (olykor hatszótag-szabálynak, valamint – némileg félrevezető módon – 6 : 3-as szabálynak is nevezik). Ez a szabály arról rendelkezik, hogy a túl hosszúra nyúló összetételeket – többnyire a két fő összetételi tag határán – tagolni lehet (nem kötelező, de célszerű).

## A szabály ismertetése
Sematikusan így lehet ábrázolni:
| 6-nál több szótagú     | → | KÖTŐJEL |
| ÉS                     | → | KÖTŐJEL |
| 2-nél több elemből áll | → | KÖTŐJEL |

(A fenti átfogalmazásából adódik a fenti, köznyelvi név is: 6-nál több szótag és legalább 3 elem.)

### Jelek és ragok nem számítanak, a képzők igen
Az összetételek szótagszámánál a jeleket és a ragokat nem vesszük figyelembe, a képzőket azonban igen.
A labdarúgócsapataitokkal szó például tíz szótagos, de a szabály szempontjából csak az számít, hogy töve, a labdarúgócsapat csupán hat szótagos, így ragozott alakjában is egybeíródik. – A labdarúgó-bajnokság szó viszont már önmagában is hét szótagos, úgyhogy kötőjellel is írható, akárcsak az összes többi ragozott alakja.
Ami a képzőket illeti, érdemes ügyelni rá, hogy az AkH. 12. kiadásának szabályai szerint (139. pont) az -i képző már nem számít bele a szótagszámba. Így például az egybeírt, hat szótagos vendéglátóipar szóból képezve – a korábbi szabállyal ellentétben – kötőjel nélkül kell írni a vendéglátóipari alakot.

### Mi számít önálló szóelemnek?
Önálló szóelemnek számítanak:
- az önállóan is használatos, egyszerű tőszavak,
  - még azok is, amelyek nem ismerhetők fel azonnal (az alábbiak például gondot okozhatnak, ha nem tűnik fel a bennük rejlő két elem: ék|szer, köz|pont, hát|tér, mű|hely, mű|sor[1]);
- az idegen szavaknak a magyarban önállóan is használatos elemei, például centi-, deci-, extra-;
  - valamint néhány tucat további, önállóan nem használt idegen előtag is, amennyiben önálló használatú utótag járul hozzájuk (a pszicho‑ például nem önálló szó, azonban a pszichodráma már kéttagúnak minősül, mivel utótagja, a dráma önmagában is használatos, ezért a pszichodráma-tanfolyam mint 7 szótagos összetétel már kötőjeles lesz; ezzel szemben az interferencia második eleme, a ferencia önmagában nem használatos, ezért az eredeti szó csupán egyeleműnek minősül, az interferenciamérés pedig kéttagúnak, és ez utóbbi kötőjel nélkül írandó);[2]
- a két vagy több szótagos igekötők, például előadás, előrelépés, visszafizetés,
- a képzőszerű utótagok, például -fajta, -féle, -szerű

Nem számítanak önálló szóelemnek:
- az egy szótagos igekötők, például ki-, be-;
- azok az idegen előtagok, amelyekhez önállóan nem használatos utótag járul (pl. az interferencia egyeleműnek minősül, a ferencia nem lévén önálló szó; l. fent);
- azok az elemek, amelyek jelentéstanilag már nem átláthatóak (pl. a televízió szóban lévő vízió, ezért a televíziókészülék egybeíródik).[3]

### Mi számít önálló szótagnak?
Szótagnak számít:
- minden egyes kiejtett magánhangzó;
  - a kettőshangzókban szereplők külön-külön, például az autóbusz 4 szótagos, a vezető 3 szótagos, ezért az autóbusz-vezető alak 7 szótagosnak számít, így kötőjellel írjuk.

A szótagszámlálás szabálya különírt szókapcsolatok egyik tagján belül is érvényesülhet, ha ez a szóelem maga is egy 6-nál több szótagú, 2-nél több elemű összetétel, például hitelkártya-igénylő lap, cunami-előrejelző rendszer.

## A szótagszámlálás és a mozgószabály
Ha egy maximum hat szótagú összetételben kötőjel van, az gyakran a 2. mozgószabály eredménye, például az aranyékszer-vásár a különírt arany ékszer szóból ered. (Kötőjel természetesen más okokból is szerepelhet rövidebb összetételben, például rövidítések után.)
Hatnál több szótagú, kötőjeles szóalakoknál azonban az összetételi tagok eredeti írásmódját nem lehet automatikusan megállapítani, mivel ezek a szavak egyaránt létrejöhetnek különírt tagokból a mozgószabály révén, vagy egybeírt tagokból a szótagszámlálás szabálya alapján. Így például a napköziotthon-vezető alak a különírt napközi otthon szókapcsolatból jön létre a mozgószabállyal, az ugyanannyi szótagos, szintén kötőjeles mobiltelefon-eladás alak viszont az egybeírt mobiltelefon szóösszetételből ered a szótagszámlálás elve alapján.

## Kivételek
A szótagszámlálás szabálya alól hagyományosan kivételt jelent az alábbi néhány szócsoport:
- A települések nevét (például Szépkenyerűszentmárton, 7 szótag) és a településrészek nevét (például Régiakadémiatelep, 9 szótag, OH. 199.) hatnál több szótag és kettőnél több szóelem esetén is egybeírjuk.
- Ha egy köznévi tag tulajdonnevek nagykötőjellel összekapcsolt együtteséhez kapcsolódik, nem érvényesül benne a szótagszámlálás szabálya, például Újpest–Sopron-labdarúgómérkőzés (szemben ezzel: labdarúgó-mérkőzés, vö. OH. 135. o.).
- A tulajdonnevekben – elsősorban az intézménynevekben – rendszerint nem érvényesül a fenti szabály, például Belügyminisztérium, Közgazdaságtudományi és Államigazgatási Egyetem, Szent István Egyetem Állatorvostudományi Kara (OH. 131., 216.).
- Az előbbiek mintájára a minisztériumokat közszóként is egybeírjuk hatnál több szótag és kettőnél több szóelem esetén is, például igazságügyminisztérium (OH. 131.).
- Néhány közszónál is előfordul kivételes egybeírás: akasztófáravaló, fizetővendéglátás (OH. 131.), valószínűségszámítás (AkH.12 134.).